# Região hidrográfica do Uruguai

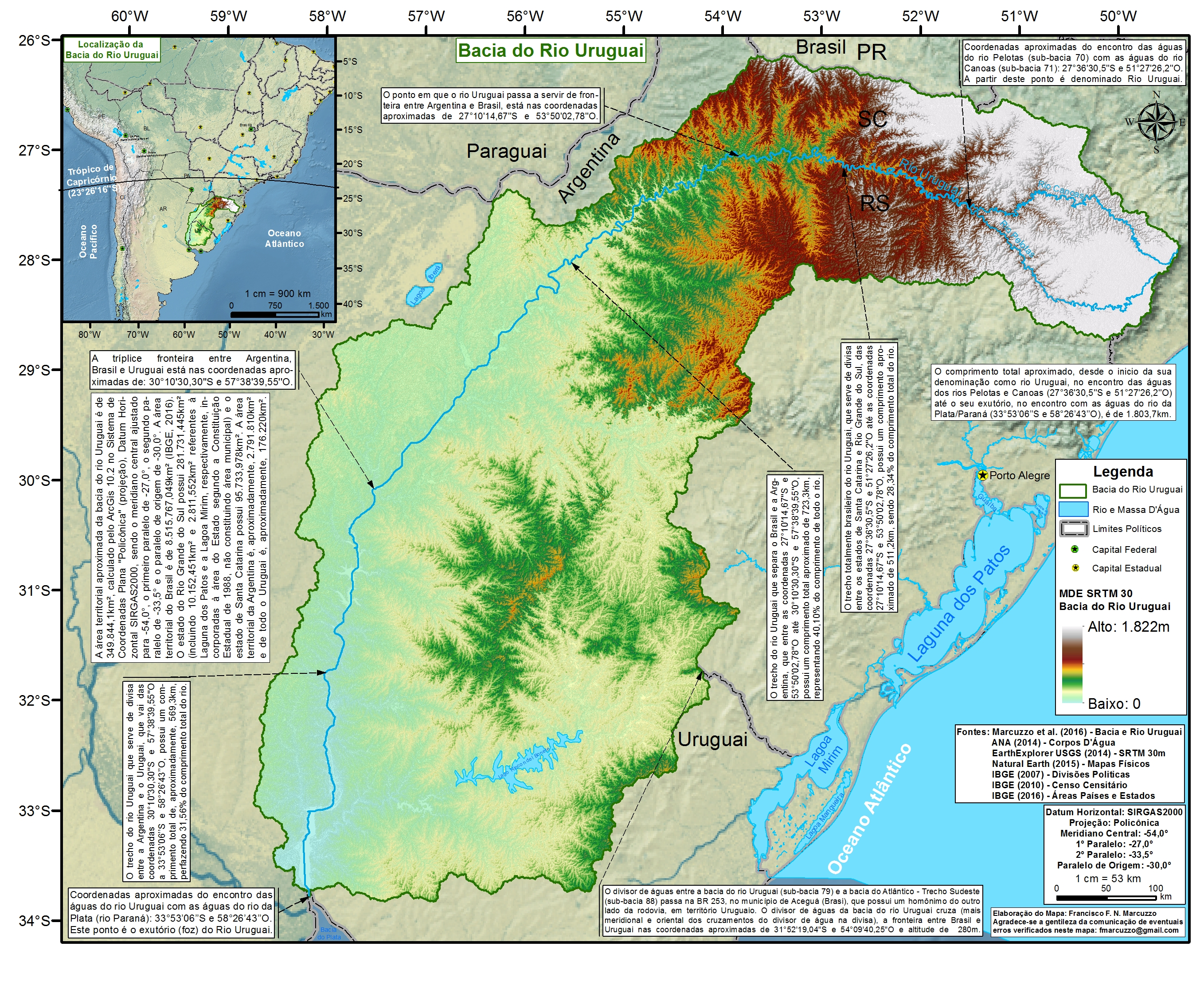
Área da Bacia do Rio Uruguai no Brasil, Argentina e Uruguai

A região hidrográfica do Uruguai é uma bacia hidrográfica internacional que ocupa a porção sudoeste de Santa Catarina, o norte e oeste do Rio Grande do Sul, o oeste do Uruguai, além das porções orientais das províncias argentinas de Misiones, Corrientes e Entre Rios.  
Possui uma área de 385 000 km², dos quais 174 412 km² estão em território brasileiro (2% da área nacional). Aproximadamente 126.964,24 km² da bacia situam-se dentro do Rio Grande do Sul, equivalente a cerca de 45% da área do estado. Outros 113.608 km² localizam-se no Uruguai, aproximadamente 65% da área do país. A bacia abrange 384 municípios dos estados do Rio Grande do Sul e de Santa Catarina. As principais cidades brasileiras localizadas na bacia são Lages e Chapecó em Santa Catarina, e Vacaria, Erechim, Ijuí, Uruguaiana e Bagé no Rio Grande do Sul. No Uruguai destacam-se Rivera, Salto, Paysandú e Mercedes. Já na Argentina as principais são Concepción e Concórdia.
A bacia é formada pelo rio Uruguai, que tem origem na confluência dos rios Canoas e Pelotas,  e por seus afluentes, os maiores sendo os rios Ijuí, Ibicuí e Quaraí no Rio Grande do Sul; os rios Arapey, Daymán e Negro no Uruguai; e os rios Miriñay e Gualeguaychú na Argentina. A bacia do Uruguai desagua no estuário do rio da Prata, o que a torna parte da bacia homônima, a segunda maior da América do Sul.
O ponto mais elevado na bacia hidrográfica do rio Uruguai é o morro da Boa Vista com 1.823,59 m de altitude no limite entre os municípios catarinenses de Bom Retiro e Urubici, muito próximo da nascente do rio Canoas. A região hidrográfica do Uruguai apresenta um grande potencial hidrelétrico, com uma capacidade total de produção de 40,5 KW/km², considerando os lados brasileiro e argentino, uma das maiores relações de energia/km² do mundo. 
São importantes fontes de contaminação das águas superficiais e subterrâneas na região os efluentes da suinocultura e avicultura no oeste catarinense e os agrotóxicos, utilizados principalmente na rizicultura.

## Clima
O clima da bacia é temperado: a temperatura do mês mais frio oscila entre – 3 º e 18 ºC. No sistema Köppen-Geiger, as áreas de relevo mais baixo, próximas ao rio Uruguai nas fronteiras entre Brasil, Argentina e Uruguai, a temperatura média no verão excede 22°C e são classificadas, portanto, com o clima subtropical úmido (Cfa). Em contraponto, nas áreas de temperatura do mês mais quente inferior a esta, ou seja, nas partes mais altas da bacia nas Serras Gaúcha e Catarinense, o clima é classificado como oceânico (Cfb).. 
A região apresenta uma regular distribuição intra-anual de chuvas, com alguma elevação no período de maio a setembro, coincidindo com o inverno. Segundo o DBR-PNRH, a precipitação média anual é de 1.784 mm, com temperatura média anual variando entre 16 e 20°C, e evapotranspiração média anual de 1.041 mm.
Durante a maior parte do ano, há a influência da Massa tropical atlântica sobre as temperaturas. No inverno, entretanto, a Massa polar atlântica assume importância na definição do clima, sendo sua intensidade e inter-relação com a Massa tropical variáveis a cada ano, gerando ora invernos com temperaturas baixas durante grande parte da estação, ora grandes variações climáticas, com contrastes térmicos. No verão, pode haver a influência da Massa equatorial continental, principalmente nas áreas mais ao norte da bacia.

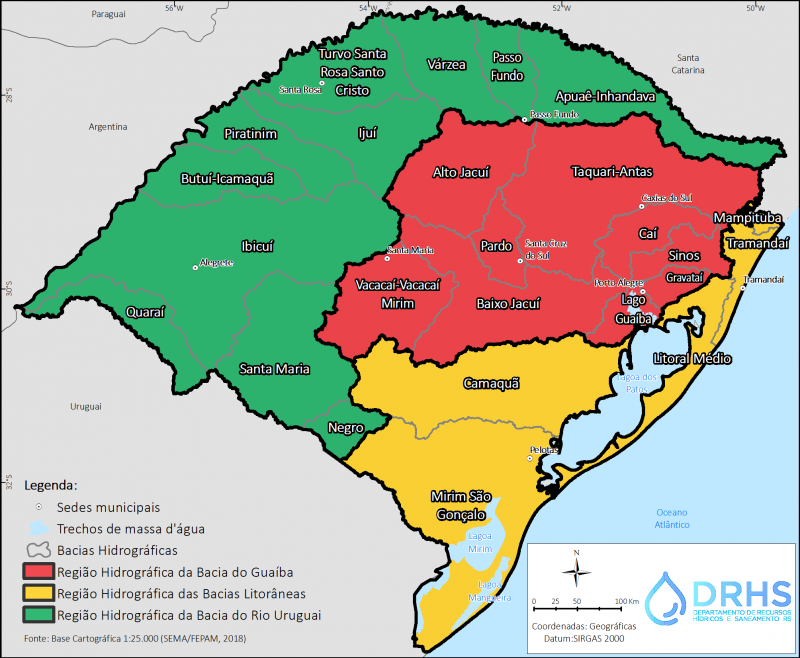
Região hidrográfica do Uruguai representada em verde no estado do Rio Grande do Sul

## Navegabilidade
A maior parte da navegação do rio Uruguai concentra-se em seu trecho inferior, entre a sua foz no Rio da Prata e a cidade argentina de Concepción del Uruguay, onde está localizado o único porto de águas profundas da margem ocidental, dedicado à exportação de madeira, arroz e contêineres, sendo também um importante porto receptor de combustíveis líquidos para sua posterior distribuição por toda a região da Mesopotâmia argentina.
A jusante também se encontram os portos uruguaios de águas profunda de Fray Bentos e Nueva Palmira na margem oriental. Não obstante, além do trecho entre a sua foz e Concepción del Uruguay, o rio Uruguai é também navegável até a cidade uruguaia de Salto, onde o desnível do Salto Chico interrompe a navegação adiante. A falta de profundidade na dragagem dos passos "Vera" e "Almirón" faz com que a navegação ao norte de Concepción del Uruguay para acessar os portos uruguaios de Paysandú e Salto só possa ser realizada por embarcações de pequeno calado. 
A montante, entre as cidades rio-grandenses de São Borja e Uruguaiana, observam-se também formas de navegação, embora inevitavelmente em pequenas embarcações. O rio Ibicuí também é navegável até o município brasileiro de Cacequi.
Os trechos navegáveis fazem parte da Hidrovia do Mercosul, que busca fomentar o comércio entre os países da região, bem como a exportação para fora do bloco. Futuramente, a bacia do Uruguai pode ser unida à bacia das lagoas dos Patos e Mirim através de um canal entre os rios Ibicuí e Jacuí, conectando os municípios da bacia do Uruguai aos portos de Porto Alegre e do Rio Grande.

## Bacias hidrográficas do Rio Grande do Sul
- Apuaê-Inhandava, Passo Fundo, Várzea, Turvo-Santa Rosa-Santo Cristo, Ijuí, Piratinim, Butuí-Icamaquã, Ibicuí, Quarai, Santa Maria e Negro.

## Bacias hidrográficas de Santa Catarina
- Canoas, Chapecó, Peixe, Peperi-Guaçu